# Nelson Keene
Nelson Keene (* in Farnborough, Hampshire; eigentlich Malcolm Holland) ist ein ehemaliger britischer Sänger.  
Keene wurde von dem bekannten Musikmanager Larry Parnes betreut, der ihn beim Plattenlabel HMV unter Vertrag nahm. Den größten Erfolg seiner Karriere feierte er im August 1960, als er mit einer Coverversion der Ballade Image of a Girl von The Safaris die britischen Charts erreichte.
Mit weiteren eigenen Songs konnte er diesen Erfolg nicht mehr wiederholen.

## Diskografie
- Image of a Girl (1960)
- Keep Loving Me (1960)
- Miracles Are Happening to Me (1961)